# Station Err
Station Err is een spoorwegstation in de Franse gemeente Err op het traject van de spoorlijn Villefranche-Vernet-les-Bains - Latour-de-Carol (in de volksmond de 'Gele trein').